# Dasyprocta prymnolopha
Dasyprocta prymnolopha là một loài động vật có vú trong họ Dasyproctidae, bộ Gặm nhấm. Loài này được Wagler mô tả năm 1831.

## Hình ảnh

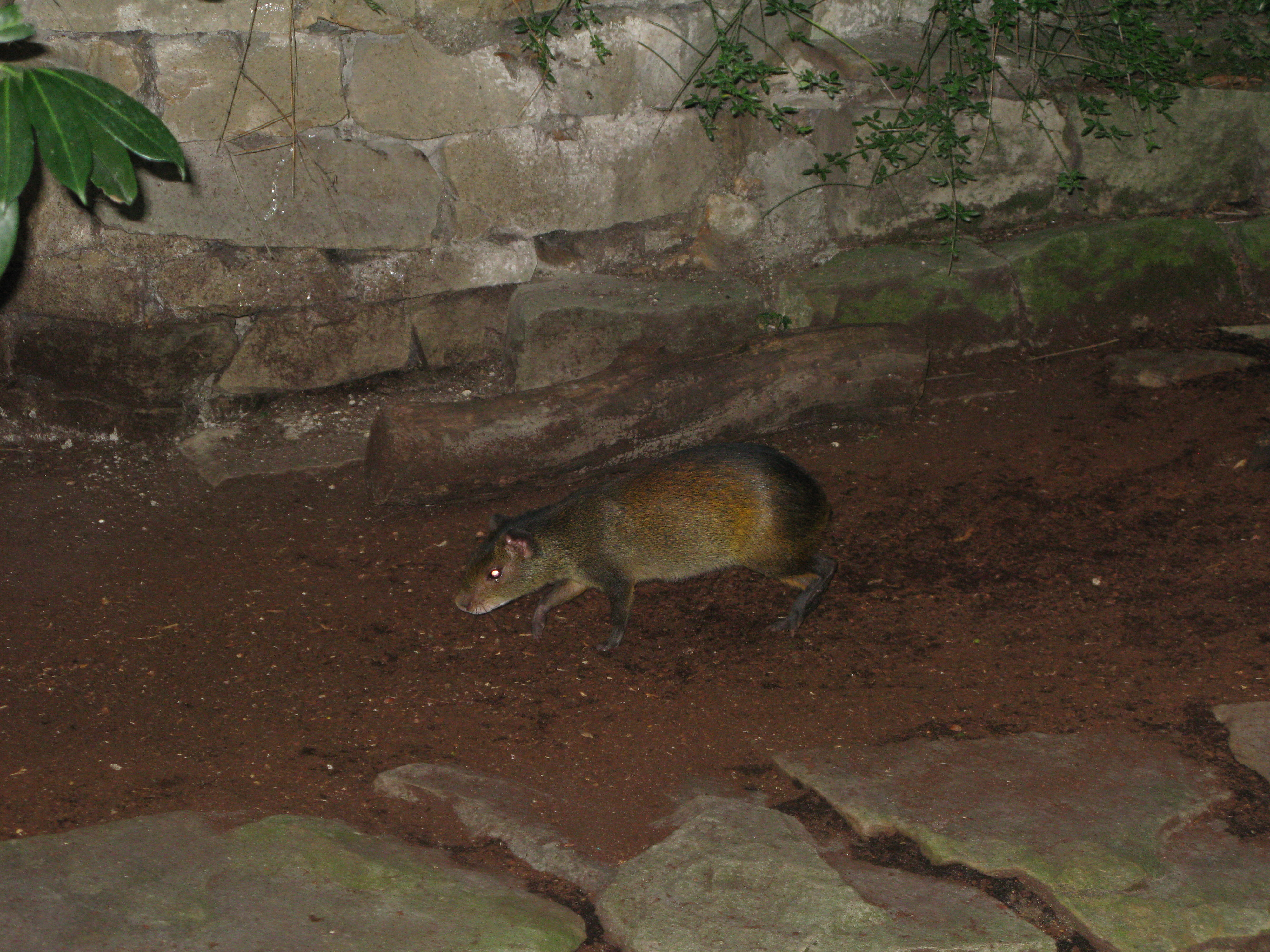
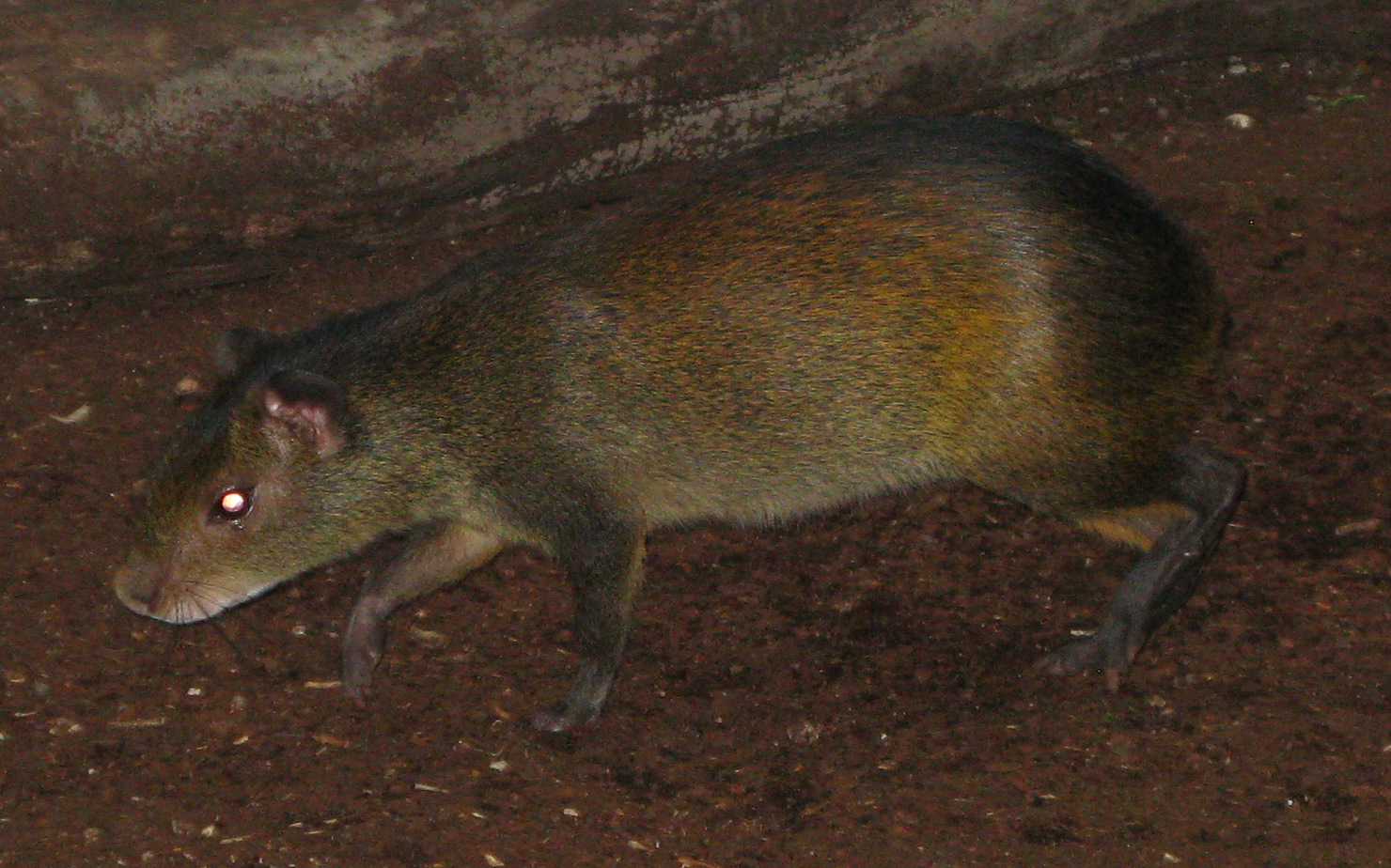